# Hidroxiapofilita-(K)
La hidroxiapofilita-(K) fue descrita en 1978 como un nuevo mineral a partir de ejemplares considerados previamente como apofilita, procedentes de Kimberley, Sudáfrica, de las Montañas Parvati (India), de Guanajuato (México) y de la mina Ore Knob, Jefferson, Carolina del Norte, USA, en los que el contenido de hidroxilo era superior, en moles, al del flúor. Fue elegida como localidad tipo la última de estas localidades.

## Propiedades físicas y químicas
La hidroxiapofilita-(K) forma una serie con la fluorapofilita-(K), y pueden encontrarse juntas en el mismo ejemplar. Se Caracteriza frente a otros miembros de la familia porque el potasio es el catión dominante entre los monovalentes, y el hidroxilo predomina frente al flúor, aunque es frecuente que contenga también proporciones significativas de este último, así como de sodio. Los ejemplares procedentes de Guanajuato contienen una cantidad significativamente elevada de este último.
Se encuentra habitualmente como  cristales pseudocúbicos, formados por la combinación del pinacoide  {111}, que se corresponde con el plano de exfoliación, con {110}, con modificaciones en las aristas y vértices. También pueden aparecer cristales apuntados, con {111} como figura dominante.

## Yacimientos
La hidroxiapofilita-(K) es un mineral relativamente frecuente, algo menos que la fluorapofilita-(K), que aparece como producto de actividad  hidrotermal de baja temperatura, en vacuolas en rocas vólcánicas, cavidades en granitos y ocasionalmente en filones metalíferos. Además de en la localidad tipo, se han encontrado excelentes ejemplares en Guanajuato (México).  En la mina la Luz y en la mina Refugio aparece como cristales de un tamaño de hasta 6 cm, de color blanco o rosa, asociados a veces a cristales de cuarzo amatista. En España se ha encontrado como cristales centimétricos y como grandes masas cristalinas de color rosa en la mina El Valle-Boinás, en Belmonte de Miranda (Asturias).